# 愛をくれよ
「愛をくれよ」は、1994年8月10日に発売された福山憲三のデビューシングル。

## 解説
- 1曲目は、テレビ朝日系列のドラマ『青春の影』の主題歌。
- つるの剛士が『つるのおと』で「愛をくれよ」をカバーしている。なお、つるのは前記の『青春の影』にも出演したことがあり、福山とは誕生日が同じである。

## 収録曲

### CD
1. 愛をくれよ
  - 作詞：工藤哲雄、作曲：都志見隆
2. あの頃の唄をもう一度
  - 作詞：工藤哲雄、作曲：都志見隆
3. 愛をくれよ(オリジナル・カラオケ)
4. あの頃の唄をもう一度(オリジナル・カラオケ)